# Liste von NBC-Sendungen
Diese Liste von NBC-Sendungen enthält eine Auswahl aller Sendungen und Serien, die bei NBC in Erstausstrahlung ausgestrahlt werden bzw. wurden.

## Derzeitige Sendungen

### News- und Informationsmagazine
- seit 1947: Meet the Press
- seit 1952: Today
- seit 1970: NBC Nightly News
- Seit 1992: Dateline NBC
- seit 1999: Early Today
- seit 2011: Rock Center with Brian Williams
- seit 2012: Mad Money

### Dramaserien
- seit 1999: Law & Order: Special Victims Unit
- seit 2012: Chicago Fire
- seit 2014: Chicago P.D.
- seit 2015: Blindspot
- seit 2015: Chicago Med
- seit 2018: Good Girls
- seit 2018: Manifest
- seit 2020: Lincoln Rhyme: Der Knochenjäger (Lincoln Rhyme – Hunt for the Bone Collector)
- seit 2021: Law & Order: Organized Crime
- 1990–2010, seit 2022: Law & Order

### Comedyserien
- 1998–2006, seit 2017: Will & Grace
- seit 2015: Superstore
- seit 2016: The Good Place
- seit 2019: Brooklyn Nine-Nine

### Realityshows
- seit 2004: The Apprentice
- seit 2004: The Biggest Loser
- seit 2006: America’s Got Talent
- 2009–2011, seit 2013: The Sing-Off
- seit 2011: The Voice
- seit 2011: Love is the Wild
- seit 2012: American Ninja Warrior
- seit 2012: Take It All
- seit 2013: The Million Second Quiz

### Late-Night-Formate
- 1954–1957: Tonight Starring Steve Allen
- 1957–1962: Tonight Starring Jack Paar
- 1962–1992: The Tonight Show Starring Johnny Carson
- seit 1975: Saturday Night Live
- 1992–2009, 2010–2014: The Tonight Show with Jay Leno
- seit 2002: Last Call with Carson Daly
- 2009–2010: The Tonight Show with Conan O’Brien
- 2009–2014: Late Night with Jimmy Fallon
- seit 2014: The Tonight Show Starring Jimmy Fallon
- seit 2014: Late Night with Seth Meyers
- 2015: Best Time Ever with Neil Patrick Harris

### Awardshows, Schönheitswettbewerbe
- Die Golden Globe Awards
- seit 2003: Miss USA
- seit 2003: Miss Universe
- seit 2011: Die NAACP Image Awards

### Seifenopern
- seit 1965: Zeit der Sehnsucht (Days of our Lives)

## Ehemalige Serien

### News- und Informationsmagazine
- 1949–1956: Camel News Caravan
- 1956–1970: Huntley-Brinkley Report
- 1982–1983: Early Today
- 1982–1983: NBC News Overnight
- 1983–1999: NBC News at Sunrise
- 1991–1998: Nightside
- 1993–1994: Now with Tom Brokaw and Katie Couric

### Dramaserien
- 1947–1958: Kraft Television Theatre
- 1948: Barney Blake, Police Reporter
- 1948–1955: The Philco Television Playhouse
- 1950–1957: Armstrong Circle Theatre
- 1950–1957: Robert Montgomery Presents
- 1951: Saturday Roundup
- 1951–1957: Goodyear Television Playhouse
- 1952–1953: The Doctor
- 1952–1959, 1967–1970: Polizeibericht (Dragnet)
- 1954–1956: Medic
- 1956–1957: The Adventures of Sir Lancelot
- 1956–1957: Corky und der Zirkus (Circus Boy)
- 1957–1960: Goodyear Theatre
- 1957–1962: Wagon Train
- 1958–1959: Behind Closed Doors
- 1958–1960: Peter Gunn
- 1958–1961: Bat Masterson
- 1959–1960: Five Fingers
- 1959–1963: Am Fuß der blauen Berge (Laramie)
- 1959–1973: Bonanza
- 1960–1962: Vilma und King (National Velvet)
- 1960–1962: Outlaws
- 1960–1962: Thriller
- 1961–1966: Dr. Kildare
- 1962–1964: The Eleventh Hour
- 1962–1963: Sam Benedict
- 1962–1971: Die Leute von der Shiloh Ranch (The Virginian)
- 1962–1963: The Wide Country
- 1963–1965: Mr. Novak
- 1964–1967: Flipper
- 1964–1970: Daniel Boone
- 1964–1968: Solo für O.N.C.E.L. (The Man from U.N.C.L.E.)
- 1965–1966: Geächtet (Branded)
- 1965–1967: Laredo
- 1965–1968: Tennisschläger & Kanonen (I Spy)
- 1965–1968: Wettlauf mit dem Tod (Run for Your Life)
- 1966–1967: Dancer für U.N.C.L.E. (The Girl From U.N.C.L.E.)
- 1966–1967: Die Katze – Lautlos wie ein Schatten (T.H.E. Cat)
- 1966–1968: Tarzan
- 1966–1969: Raumschiff Enterprise (Star Trek)
- 1967–1971: High Chaparral (The High Chaparral)
- 1967–1975: Der Chef (Ironside)
- 1968–1971: The Name of the Game
- 1968–1975: Adam 12
- 1969: The Cube
- 1969–1970: Then Came Bronson
- 1969–1970: The Bold Ones: The Protectors
- 1969–1970: Bracken’s World
- 1969–1971: The Bold Ones: The Senator
- 1969–1972: The Bold Ones: The Lawyers
- 1969–1973: The Bold Ones: The New Doctors
- 1970: San Francisco Airport (San Francisco International Airport)
- 1970–1971: The Psychiatrist
- 1970–1973: Night Gallery
- 1970–1977: Ein Sheriff in New York (McCloud)
- 1971–1976: McMillan & Wife
- 1971–1977: Columbo
- 1972: Cool Million
- 1972–1973: Sergeant Madigan (Madigan)
- 1972–1973: Teufelskreis der Angst
- 1972–1974: Banacek
- 1972–1974: Hec Ramsey
- 1972–1974: The Snoop Sisters
- 1972–1977: Notruf California (Emergency!)
- 1973–1974: Faraday & Company
- 1973–1974: Tenafly
- 1973–1977: Police Story – Immer im Einsatz (Police Story)
- 1974–1975: Amy Prentiss
- 1974–1975: Lucas Tanner
- 1974–1976: Abenteuer der Landstraße (Movin’ On)
- 1974–1976: Petrocelli
- 1974–1978: Make-up und Pistolen (Police Woman)
- 1974–1980: Detektiv Rockford – Anruf genügt (The Rockford Files)
- 1974–1983: Unsere kleine Farm (Little House on the Prairie)
- 1975–1976: Joe Forrester
- 1975–1976: McCoy
- 1976–1978: Pazifikgeschwader 214 (Baa Baa Black Sheep)
- 1976–1983: Quincy (Quincy, M.E.)
- 1977: Lanigan’s Rabbi
- 1977–1978: Der Mann aus Atlantis (Man from Atlantis)
- 1977–1978: Der Mann in den Bergen (The Life and Times of Grizzly Adams)
- 1977–1978: Mit 15 hat man noch Träume (James at 15)
- 1977–1978: Die Sieben-Millionen-Dollar-Frau (The Bionic Woman)
- 1977–1983: CHiPs
- 1978: Colorado Saga (Centennial)
- 1978–1979: David Cassidy: Man Under Cover
- 1978–1979: Project U.F.O.
- 1978–1979: Sword of Justice
- 1979: Cliffhangers
- 1979: Mrs. Columbo
- 1979: Supertrain
- 1979–1981: B.J. und der Bär (B.J. and the Bear)
- 1979–1981: Buck Rogers (Buck Rogers in the 25th Century)
- 1979–1981: Sheriff Lobo (The Misadventures of Sheriff Lobo)
- 1981–1982: Flamingo Road
- 1981–1983: Vater Murphy (Father Murphy)
- 1981–1987: Polizeirevier Hill Street (Hill Street Blues)
- 1982–1983: Fame – Der Weg zum Ruhm (Fame)
- 1982–1983: Der Junge vom anderen Stern (The Powers of Matthew Star)
- 1982–1986: Knight Rider
- 1982–1987: Remington Steele
- 1982–1988: Chefarzt Dr. Westphall (St. Elsewhere)
- 1983: Ein Fall für Professor Chase (Manimal)
- 1983: Süßes Gift (Bare Essence)
- 1983–1984: Kampf um Yellow Rose (The Yellow Rose)
- 1983–1987: Das A-Team (The A-Team)
- 1984: Detektei Blunt (Agatha Christie’s Partners in Crime)
- 1984: Hot Pursuit
- 1984: Legmen
- 1984: Caulfields Witwen – Ein Duo mit Charme (Partners in Crime)
- 1984–1985: V – Die außerirdischen Besucher kommen (V)
- 1984–1989: Ein Engel auf Erden (Highway to Heaven)
- 1984–1989: Miami Vice
- 1984–1991: Hunter
- 1984–1986: Trio mit vier Fäusten (Riptide)
- 1985: Berrengers
- 1985: Hell Town
- 1985–1986: Alfred Hitchcock Presents
- 1985–1987: Unglaubliche Geschichten (Amazing Stories)
- 1986: Blacke’s Magic
- 1986–1987: Stingray
- 1986–1988: Crime Story
- 1986–1988: Ein Schicksalsjahr (A Year in the Life)
- 1986–1988: Unser Haus (Our House)
- 1986–1992: Matlock
- 1986–1994: L.A. Law – Staranwälte, Tricks, Prozesse (L.A. Law)
- 1987–1988: The Bronx Zoo
- 1987–1988: Highwayman (The Highwayman)
- 1987–1989: Ein gesegnetes Team (Father Dowling Mysteries)
- 1988: Aaron’s Way
- 1988–1991: Der Nachtfalke (Midnight Caller)
- 1988–1992: In der Hitze der Nacht (In the Heat of the Night)
- 1989: Schwestern (Nightingales)
- 1989–1990: Baywatch – Die Rettungsschwimmer von Malibu (Baywatch)
- 1989–1993: Zurück in die Vergangenheit (Quantum Leap)
- 1991–1993: I’ll Fly Away
- 1991–1996: Ein Strauß Töchter (Sisters)
- 1993: Earth 2
- 1993–1996: seaQuest DSV
- 1993–1999: Homicide (Homicide: Life on the Street)
- 1994: Viper
- 1994–2009: Emergency Room – Die Notaufnahme (ER)
- 1995–1996: JAG – Im Auftrag der Ehre (JAG)
- 1996–1997: Dark Skies – Tödliche Bedrohung (Dark Skies)
- 1996–2000: Pretender (The Pretender)
- 1996–2000: Profiler
- 1998: Trinity
- 1999: Cold Feet
- 1999–2000: Voll daneben, voll im Leben (Freaks and Geeks)
- 1999–2003: Providence
- 1999–2005: Third Watch – Einsatz am Limit (Third Watch)
- 1999–2006: The West Wing – Im Zentrum der Macht (The West Wing)
- 2000–2001: Deadline
- 2000–2001: Titans – Dynastie der Intrigen (Titans)
- 2000–2002: Mysterious Ways
- 2000–2004: Ed – Der Bowling-Anwalt (Ed)
- 2001–2002: UC: Undercover
- 2001–2011: Criminal Intent – Verbrechen im Visier (Law & Order: Criminal Intent)
- 2001–2007: Crossing Jordan – Pathologin mit Profil (Crossing Jordan)
- 2002–2003: Boomtown
- 2002–2005: American Dreams
- 2003: Kingpin – Kartell des Todes (Kingpin)
- 2003: The Lyon’s Den
- 2003: Mister Sterling
- 2003–2008: Las Vegas
- 2004: Hawaii
- 2004–2005: LAX
- 2004–2005: Medical Investigation
- 2005: Inconceivable
- 2005: Law & Order: Trial by Jury
- 2005: Revelations – Die Offenbarung (Revelations)
- 2005–2006: E-Ring – Military Minds (E-Ring)
- 2005–2006: Surface – Unheimliche Tiefe (Surface)
- 2005–2009: Medium – Nichts bleibt verborgen (Medium)
- 2006: The Book of Daniel
- 2006: Conviction
- 2006: Der Diamanten-Job (Heist)
- 2006: Kidnapped – 13 Tage Hoffnung (Kidnapped)
- 2006: Windfall
- 2006–2007: Studio 60 on the Sunset Strip
- 2006–2010: Heroes
- 2006–2011: Friday Night Lights
- 2007: Bionic Woman
- 2007: The Black Donnellys
- 2007: Journeyman – Der Zeitspringer (Journeyman)
- 2007: Raines
- 2007–2009: Life
- 2007–2012: Chuck
- 2008: Bis aufs Blut (Fear Itself)
- 2008: My Own Worst Enemy
- 2008: Quarterlife
- 2008–2009: Crusoe
- 2008–2009: Knight Rider
- 2008–2009: Lipstick Jungle
- 2009: The Philanthropist
- 2009: Kings
- 2009: The Listener – Hellhörig (The Listener)
- 2009: Merlin – Die neuen Abenteuer (Merlin)
- 2009: Southland
- 2009–2010: Mercy
- 2009–2010: Trauma
- 2010: Outlaw
- 2010: Persons Unknown
- 2010: Undercovers
- 2010–2011: Chase
- 2010–2011: The Event
- 2010–2011: Law & Order: LA
- 2010–2015: Parenthood
- 2011: The Cape
- 2011: The Playboy Club
- 2011: Love Bites
- 2011–2012: Harry’s Law
- 2011–2017: Grimm
- 2011–2012: Prime Suspect
- 2012: Awake
- 2012: The Firm
- 2012–2013: Revolution
- 2012–2013: Smash
- 2013–2023: The Blacklist
- 2013: Crossing Lines
- 2013: Camp
- 2013–2015: Hannibal
- 2013: Do No Harm
- 2013–2014: Dracula
- 2013: Siberia
- 2014: Believe
- 2014: Crisis
- 2014: Crossbones
- 2014: Taxi Brooklyn
- 2014–2017: The Night Shift
- 2014–2015: Constantine
- 2014–2015: State of Affairs
- 2014–2016: Detective Laura Diamond (The Mysteries of Laura)
- 2015: The Player
- 2015–2016: Heroes: Reborn
- 2015–2016: Aquarius
- 2016–2018: Shades of Blue
- 2016–2018: Timeless
- 2016–2022: This Is Us – Das ist Leben (This Is Us)
- 2017: Chicago Justice
- 2017: The Blacklist: Redemption
- 2017: Law & Order True Crime
- 2017–2018: Midnight, Texas

### Comedyserien
- 1949–1950; 1953–1958: The Life of Riley
- 1949–1953: The Aldrich Family
- 1950: The Hank McCune Show
- 1952–1955: I Married Joan
- 1952–1955: Mr. Peepers
- 1952–1955: My Little Margie
- 1953–1954: Ethel and Albert
- 1954–1955: Die Jack Benny Show (The Jack Benny Program)
- 1955–1958: The People’s Choice
- 1955–1958: Vater ist der Beste (Father Knows Best)
- 1955–1959: Alle lieben Bob (The Bob Cummings Show)
- 1956–1957: Stanley
- 1959–1961: Bachelor Father
- 1960–1961: The Tab Hunter Show
- 1961–1963: Wagen 54, bitte melden (Car 54, Where Are You?)
- 1961–1964: The Joey Bishop Show
- 1961–1965: Hazel
- 1962–1963: Ensign O’Toole
- 1963–1964: Harrys Girls (Harry’s Girls)
- 1964–1965: 90 Bristol Court
- 1965–1966: Mona (Mona McCluskey)
- 1965–1966: Camp Runamuck
- 1965–1966: Hank
- 1965–1966: My Mother the Car
- 1965–1966: The Wackiest Ship in the Army
- 1965–1967: Unser trautes Heim (Please Don’t Eat the Daisies)
- 1965–1969: Mini-Max (Get Smart)
- 1965–1970: Bezaubernde Jeannie (I Dream of Jeannie)
- 1966–1967: Hey, Landlord
- 1966–1967: Occasional Wife
- 1966–1968: Die Monkees (The Monkees)
- 1967–1968: Sandys Abenteuer (Accidental Family)
- 1967–1969: The Mothers-in-Law
- 1968–1971: Julia
- 1969–1970: Das ist meine Welt (My World and Welcome to It)
- 1969–1970: Debbie groß in Fahrt (The Debbie Reynolds Show)
- 1969–1971: Bill Cosby (The Bill Cosby Show)
- 1971–1972: Alle meine Lieben (The Jimmy Stewart Show)
- 1971–1972: Die Zwei von der Dienststelle (The Partners)
- 1972–1977: Sanford and Son
- 1974–1978: Die Zwei von der Tankstelle (Chico and the Man)
- 1975: The Bob Crane Show
- 1976–1977: The McLean Stevenson Show
- 1976–1977: Sirota’s Court
- 1977: The Sanford Arms
- 1978–1979: Der Querkopf (Grandpa Goes to Washington)
- 1978–1985: Noch Fragen Arnold? (Diff’rent Strokes)
- 1979: Brothers and Sisters
- 1979–1980: Hallo Larry (Hello, Larry)
- 1979–1988: The Facts of Life
- 1980–1981: Sanford
- 1981–1982: Harper Valley P.T.A.
- 1981–1983: Ein himmlisches Vergnügen (Love, Sidney)
- 1981–1987: Gimme a Break!
- 1982–1983: Taxi
- 1982–1986: Silver Spoons
- 1982–1989: Familienbande (Family Ties)
- 1982–1993: Cheers
- 1983: Mr. Smith – Eine affensteile Karriere (Mr. Smith)
- 1983–1984: Buffalo Bill
- 1983–1984: Jennifer Slept Here
- 1983–1984: Mama’s Family
- 1983–1984: We Got it Made
- 1984: Bosom Buddies
- 1984–1985: Double Trouble
- 1984–1985: It’s Your Move
- 1984–1986: Punky Brewster
- 1984–1992: Die Bill Cosby Show (The Cosby Show)
- 1984–1992: Harrys wundersames Strafgericht (Night Court)
- 1985–1990: 227
- 1985–1992: Golden Girls (The Golden Girls)
- 1986: Das durchgeknallte Polizeirevier (The Last Precinct)
- 1986–1987: Dieses süße Leben (Easy Street)
- 1986–1990: Alf
- 1986–1990: Der Hogan-Clan (The Hogan Family)
- 1986–1991: Amen
- 1987–1988: The Days and Nights of Molly Dodd
- 1987–1990: Ein Vater zuviel (My Two Dads)
- 1987–1993: College Fieber (A Different World)
- 1988: Die Tattingers (The Tattingers)
- 1988–1989: Day by Day
- 1988–1992: Mein lieber John (Dear John)
- 1988–1995: Harrys Nest (Empty Nest)
- 1989–1990: Wir lieben Kate (Sister Kate)
- 1989–1993: California High School (Saved by the Bell)
- 1989–1998: Seinfeld
- 1990: Working Girl – Die Waffen der Frauen (Working Girl)
- 1990–1991: Down Home
- 1990–1996: Der Prinz von Bel-Air (The Fresh Prince of Bel-Air)
- 1990–1997: Überflieger (Wings)
- 1991–1993: Alle meine Kinder (The Torkelsons)
- 1991–1994: Hallo Schwester! (Nurses)
- 1991–1995: Blossom
- 1992: Rhythm & Blues
- 1992–1993: Here and Now
- 1992–1993: Die Powerfamilie (The Powers That Be)
- 1992–1996: California Dreams
- 1992–1999: Verrückt nach dir (Mad About You)
- 1993–1994: Café Americain
- 1993–1994: California College – Action, Fun und heiße Flirts (Saved by the Bell: The College Years)
- 1993–1994: The Second Half
- 1993–1995: Die Super-Mamis (The Mommies)
- 1993–1996: Nachtschicht mit John (The John Larroquette Show)
- 1993–2000: California Highschool 2 (Saved by the Bell: The New Class)
- 1993–2004: Frasier
- 1994–1995: Jack, die Nervensäge (Madman of the People)
- 1994–1995: Something Wilder
- 1994–2004: Friends
- 1995: Die Glückspilze (The Pursuit of Happiness)
- 1995–1996: Brüder (Brotherly Love)
- 1995–1997: Ein schrecklich nettes Haus (In the House)
- 1995–1997: Ein Single kommt immer allein (The Single Guy)
- 1995–1999: Caroline in the City
- 1995–1999: NewsRadio
- 1995–2000: Hang Time
- 1996–1997: Boston College (Boston Common)
- 1996–1997: The Jeff Foxworthy Show
- 1996–1998: Diesmal für immer (Something So Right)
- 1996–1998: The Naked Truth
- 1996–2000: Susan (Suddenly Susan)
- 1996–2001: Hinterm Mond gleich links (3rd Rock from the Sun)
- 1997–1998: Fast wie zuhause (Union Square)
- 1997–1998: Kreativ sein ist alles (Fired Up)
- 1997–1999: Die lieben Kollegen (Working)
- 1997–2000: Veronica (Veronica’s Closet)
- 1997–2001: City Guys
- 1997–2003: Just Shoot Me – Redaktion durchgeknipst (Just Shoot Me!)
- 1998: Conrad Bloom
- 1998: For Your Love
- 1998: House Rules
- 1998–1999: Lateline
- 1998–2000: Jesse
- 1999–2000: Männer ohne Nerven (Stark Raving Mad)
- 2000: The Michael Richards Show
- 2000: Tucker
- 2001: Emeril
- 2001: The Fighting Fitzgeralds
- 2001: Go Fish
- 2001: Kristin
- 2001–2002: Inside Schwartz
- 2001–2002: Three Sisters
- 2001–2008: Scrubs – Die Anfänger (Scrubs)
- 2002–2003: Good Morning, Miami
- 2002–2003: Hidden Hills
- 2002–2003: Watching Ellie
- 2003: A.U.S.A.
- 2003: Coupling
- 2003: Kate Fox & die Liebe (Miss Match)
- 2003–2004: Happy Family
- 2003–2004: The Tracy Morgan Show
- 2003–2004: Whoopi
- 2004: Ein Löwe in Las Vegas (Father of the Pride)
- 2004–2006: Joey
- 2005: Committed
- 2005–2009: My Name Is Earl
- 2005–2013: Das Büro (The Office)
- 2006: Andy Barker, P.I.
- 2006: Four Kings
- 2006: Teachers
- 2006: Twenty Good Years
- 2006–2013: 30 Rock
- 2008–2009: Kath & Kim
- 2009–2014: Community
- 2009–2015: Parks and Recreation
- 2010: 100 Questions
- 2010–2011: Outsourced
- 2010–2011: Perfect Couples
- 2011: Friends with Benefits
- 2011–2012: Up All Night
- 2011–2013: Alex und Whitney – Sex ohne Ehe (Whitney)
- 2012: Are You There, Chelsea?
- 2012–2013: 1600 Penn
- 2012–2013: Go On
- 2012–2013: Guys with Kids
- 2012–2013: The New Normal
- 2013–2014: The Michael J. Fox Show
- 2013–2014: Sean Saves the World
- 2014: Growing Up Fisher
- 2014–2015: About a Boy
- 2014–2016: Undateable
- 2014–2015: Marry Me
- 2014–2015: Welcome to Sweden
- 2015: Mr. Robinson
- 2015–2017: The Carmichael Show
- 2015–2016: Telenovela
- 2016: Crowded
- 2018–2019:Mr. Griffin – Kein Bock auf Schule
- 2018–2023: New Amsterdam

### Realityshows
- 2012–2013: Betty White’s Off Their Rockers
- 2012–2013: Fashion Star

### Late-Night-Formate
- 1992–2009, 2010–2014: The Tonight Show with Jay Leno

### Seifenopern
- 1949: These Are My Children
- 1949–1955: One Man’s Family
- 1950–1955: Hawkins Falls
- 1951: Miss Susan
- 1951–1952: Fairmeadows USA
- 1953–1954: The Bennetts
- 1953–1954: Follow Your Heart
- 1953–1954: Three Steps to Heaven
- 1954: A Time to Live
- 1954–1955: Concerning Miss Marlowe
- 1954–1955: First Love
- 1954–1955: Golden Windows
- 1954–1955: The Greatest Gift
- 1954–1955: The World of Mr. Sweeney
- 1954–1958: Modern Romances
- 1955: The Way of the World
- 1955–1956: A Date with Life
- 1958: Kitty Foyle
- 1958–1961: From These Roots
- 1958–1963: Young Dr. Malone
- 1958: Today Is Ours
- 1959–1960: The House on High Street
- 1962: Our Five Daughters
- 1963: Ben Jerrod
- 1963–1982: The Doctors
- 1964–1999: Another World
- 1965: Moment of Truth
- 1965–1966: Morning Star
- 1965–1966: Paradise Bay
- 1968–1969: Hidden Faces
- 1969–1972: Bright Promise
- 1970–1976: Somerset
- 1972–1974: Return to Peyton Place
- 1974–1975: How to Survive a Marriage
- 1977–1978: Lovers and Friends
- 1980–1982: Texas
- 1982–1986: Henderson (Search for Tomorrow)
- 1984–1993: California Clan (Santa Barbara)
- 1989–1991: Generations
- 1997–1999: Sunset Beach
- 1999–2007: Passions